# مجلة ماكلين
ماكليان هي مجلة إخبارية كندية تأسست في عام 1905، وهي تقدم تقارير عن القضايا الكندية مثل السياسة والثقافة الشعبية والأحداث الجارية. مؤسسها، الناشر J. ب. ماكليان، أنشأت المجلة لتوفير وجهة نظر الكندية فريدة من نوعها في الشؤون الجارية و "ترفيه ولكن أيضا إلهام القراء". ناشرها منذ عام 1994، روجرز وسائل الإعلام، أعلن في سبتمبر 2016 أن ماكليان سوف تصبح بداية شهر يناير 2017، مع الاستمرار في إنتاج العدد الأسبوعي على التطبيق النصي "the Texture app"Rogers Media Unveils New Magazine Content Strategy - About Rogers".

## روابط خارجية
- مجلة ماكلين على موقع الموسوعة البريطانية (الإنجليزية)
- مجلة ماكلين على موقع روتن توميتوز (الإنجليزية)